# Lidia Cavallini
Lidia Cavallini (Cortina d'Ampezzo, 16 settembre 1935) è una giocatrice di curling italiana.
Ha fatto parte della nazionale italiana di curling arrivando decima al campionato mondiale di curling disputato a Perth nel 1979.